# Nikola Petković (calciatore 2003)
Nikola Petković (in serbo Никола Петковић?; Zrenjanin, 23 febbraio 2003) è un calciatore serbo, centrocampista del Charlotte FC e della nazionale serba.

## Carriera

### Club
Petković ha iniziato la sua carriera calcistica con la maglia del Čukarički, con cui ha debuttato il 8 maggio 2021 nell'incontro di Superliga vinto 2-1 contro il Radnik Surdulica.
Il 16 febbraio 2023 si è trasferito negli Stati Uniti dove ha firmato un contratto con il Crown Legacy FC, la seconda squadra del Charlotte FC. Ha esordito in MLS Next Pro il 1º aprile 2023 contro il FC Cincinnati 2 ed esattamente un mese più tardi ha segnato il suo primo gol contro il New York City II.
A inizio 2024 è stato promosso in prima squadra ed il 9 marzo ha debuttato in MLS nell'incontro perso 1-0 contro il Toronto FC. Il 5 maggio seguente ha segnato il suo primo gol con la maglia del Charlotte nel successo per 2-0 sul Portland Timbers.

### Nazionale
Ha giocato nella nazionale serba Under-21.
Ha debuttato con la nazionale maggiore serba il 25 gennaio 2023 nell'incontro amichevole vinto 2-1 contro gli Stati Uniti.

## Statistiche

### Presenze e reti nei club
Statistiche aggiornate al 10 novembre 2024.
| Stagione        | Squadra         | Campionato      | Campionato | Campionato | Coppe nazionali | Coppe nazionali | Coppe nazionali | Coppe continentali | Coppe continentali | Coppe continentali | Altre coppe | Altre coppe | Altre coppe | Totale | Totale | Totale |
| Stagione        | Squadra         | Comp            | Pres       | Reti       | Comp            | Pres            | Reti            | Comp               | Pres               | Reti               | Comp        | Pres        | Reti        | Pres   | Reti   |        |
| --------------- | --------------- | --------------- | ---------- | ---------- | --------------- | --------------- | --------------- | ------------------ | ------------------ | ------------------ | ----------- | ----------- | ----------- | ------ | ------ | ------ |
| 2020-2021       | Čukarički       | SL              | 1          | 0          | CS              | 0               | 0               |                    | -                  | -                  |             | -           | -           | 1      | 0      |        |
| 2022-2023       | Čukarički       | SL              | 16         | 0          | CS              | 1               | 0               | UECL               | 1                  | 0                  |             | -           | -           | 18     | 0      |        |
| 2023            | Crown Legacy FC | MNP             | 13         | 3          |                 | -               | -               |                    | -                  | -                  |             | -           | -           | 13     | 3      |        |
| 2024            | Charlotte FC    | MLS             | 14         | 1          | -               | -               | -               | -                  | -                  | -                  | LC          | 0           | 0           | 14     | 1      |        |
| Totale carriera | Totale carriera | Totale carriera | 44         | 4          |                 | 1               | 0               |                    | 1                  | 0                  |             | -           | -           | 46     | 4      |        |

### Cronologia presenze e reti in nazionale
| Cronologia completa delle presenze e delle reti in nazionale ― Serbia | Cronologia completa delle presenze e delle reti in nazionale ― Serbia | Cronologia completa delle presenze e delle reti in nazionale ― Serbia | Cronologia completa delle presenze e delle reti in nazionale ― Serbia | Cronologia completa delle presenze e delle reti in nazionale ― Serbia | Cronologia completa delle presenze e delle reti in nazionale ― Serbia | Cronologia completa delle presenze e delle reti in nazionale ― Serbia | Cronologia completa delle presenze e delle reti in nazionale ― Serbia |
| Data                                                                  | Città                                                                 | In casa                                                               | Risultato                                                             | Ospiti                                                                | Competizione                                                          | Reti                                                                  | Note                                                                  |
| --------------------------------------------------------------------- | --------------------------------------------------------------------- | --------------------------------------------------------------------- | --------------------------------------------------------------------- | --------------------------------------------------------------------- | --------------------------------------------------------------------- | --------------------------------------------------------------------- | --------------------------------------------------------------------- |
| 25-1-2023                                                             | Los Angeles                                                           | Stati Uniti                                                           | 1 – 2                                                                 | Serbia                                                                | Amichevole                                                            | -                                                                     | 81’                                                                   |
| Totale                                                                |                                                                       | Presenze                                                              | 1                                                                     |                                                                       | Reti                                                                  | 0                                                                     |                                                                       |